# 青山美恵子
青山 美恵子（あおやま みえこ、1962年3月8日 - ）は、日本の元女優、元タレント。神奈川県出身。

## 人物・略歴
横須賀学院高等学校卒業。
1987年のフジテレビ、スーパー競馬のアシスタントを1995年7月9日まで担当した。特に井崎脩五郎とのコンビは仲が良かったという。また、1993年10月24日の同番組で1回だけ司会者を担当したこともあった。結婚を期に引退した。夫は当時フジテレのスポーツ局社員だった。
女優としては、『泣きぼくろ』（1991年・松竹富士）、『病は気から 病院へ行こう2』（1992年・東映）などに出演している。
2014年から映像コンテンツ権利処理機構に連絡のとれない権利者として掲載されている。

## 映画
- 難波金融伝 ミナミの帝王 劇場版PART V（1995年） - 佐代子
- 銀玉命!銀次郎2 (1993年)
- 病は気から 病院へ行こう2（1992年）
- 泣きぼくろ（1991年、松竹富士） - 水田公子

## テレビドラマ
- 人はそれをスキャンダルという（1978年、TBS）
- ザ・ハングマンII 第9話「仮病の悪 大手術いびり出し作戦」（1982年、ABC） - 浜田八重子 役
- 胡桃の部屋（1982年、NHK）
- 土曜ワイド劇場「探偵・神津恭介の殺人推理6・私は殺される」（1987年、ANB）
- 想い出にかわるまで （1990年、TBS）
- 銭形平次 （CX、東映）
  - 第3シリーズ 第10話「生きている死体」（1993年）
  - 第4シリーズ 第7話「鏡の向う側」（1994年）

## スポーツ番組
- スーパー競馬（1987年 - 1995年、CX）